# Bullarium
Bullarium je termín, který se běžně používá pro sbírku papežských bul a jiných podobných dokumentů, ať už je rozsah sbírky obecný, nebo se omezuje na buly spojené s určitým církevním uspořádáním, institucí nebo lokalitou.

## Původ

„Váhy spravedlnosti“ – kanonické právo katolické církve

Označení bullarium zřejmě vymyslel kanonista Laertius Cherobini, který v roce 1586 vydal pod názvem „Bullarium, sive Collectio diversarum Constitutionum multorum Pontificum“. Jednalo se o velký foliový svazek o 1404 stranách, který obsahoval 922 papežských konstitucí od Řehoře VII. až po Sixta V., tehdy úřadujícího papeže.
V souvislosti s touto a všemi následujícími sbírkami je třeba mít na paměti tři věci. Zaprvé, ať už byl vnitřní význam nebo závaznost kterékoli z takto vydaných bul jakýkoli, samotný výběr závisel zcela na libovůli jednotlivých editorů. Jako sbírka neměla publikace žádný oficiální charakter. Jedinou uznávanou výjimkou z tohoto tvrzení je první svazek sbírky vlastních bul, který Benedikt XIV. zaslal v roce 1746 boloňské univerzitě, aby sloužil jako fons iuris neboli pramen právních zásad. Za druhé, navzdory některým honosným titulním stránkám se nikdy vážně netvrdilo, že tyto sbírky jsou v nějakém smyslu úplné, nebo že dokonce obsahují všechny konstituce obecnějšího významu. Za třetí, záměrem editorů bylo, alespoň zpočátku, spíše vyloučit než zahrnout papežské výroky, které již byly začleněny do textu kanonického práva. Proklamovaným cílem prvních sbírek bylo poskytnout kanonistům pomoc tím, že jim přiblíží papežské výnosy, které buď byly sestavovateli „korpusu“ přehlédnuty, nebo které byly vydány později než nejnovější dekrety do něj zahrnuté.
Na počátku šestnáctého století byly vydány různé sbírky relativně nedávných papežských konstitucí. Typickou ukázku takových brožur představuje vzácný malý svazek o šedesáti dvou stranách vytištěný v Římě per Stephanum Guillereti in regione Parionis 1509, jehož kopie se nachází v knihovně Britského muzea. Příspěvkem většího rozsahu byl zřejmě svazek vydaný Mazzutellem v roce 1579, který obsahoval 723 dokumentů. Ale právě Laertiovi Cherubinimu se obvykle připisují zásluhy o vytvoření bullaria jak po stránce obsahové, tak i jmenné. V předmluvě ke svazku, jehož název jsme již uvedli, se editor odvolává na své zkušenosti z církevních soudů v Římě. U těchto soudů jsem si všiml (říká), že: „Někteří obhájci a soudci zcela zabloudili, protože neměli po ruce text oněch apoštolských konstitucí, jejichž znalost je při projednávání a rozhodování kauz nanejvýš potřebná, neboť v těchto konstitucích je obsaženo celé nejnovější papežské právo.“
Po tomto vysvětlení nepřekvapí zjištění, že z 922 Cherubiniho dokumentů je více než 800 novějšího data, tj. patří do období sta let bezprostředně předcházejících vydání svazku. Druhé vydání této sbírky ve třech svazcích bylo vytištěno v Římě v roce 1617 a třetí vydání ve čtyřech svazcích, které v tomto případě zahrnuje období od Lva I. po Urbana VIII., připravil v roce 1638 syn editora Angelo Cherubini a v roce 1659 k němu přidal dodatek. Následovala další vydání, vždy poněkud rozšířená. Páté vydání v šesti svazcích vydali dva františkáni v Římě v letech 1669–1672.

## Lucemburské bullarium
Kromě toho vyšel v 18. století úplnější, ale ne přesnější přetisk s doplňujícími svazky, nominálně v Lucembursku, ačkoli skutečným místem tisku byla údajně Ženeva. Z tohoto vydání, které je jedním z nejčastěji se vyskytujících v knihovnách, nese všech prvních osm svazků pocházejících od Benedikta XIII. datum 1727, zatímco devátý a desátý svazek, doplňující dřívější část, vyšel v roce 1730. Další doplňky následovaly v určitých intervalech. V roce 1741 byly vydány čtyři svazky zahrnující období 1670–1689, 1689–1721, 1721–1730 a 1730–1740. Ve stejné řadě, a ještě později, máme následující svazky: XV. (1748), zahrnující období 1734–1740; XVI. (1752) 1740–1745; XVII. (1753), 1746–1749; XVIII. (1754), 1748–1752; XIX. (1758), 1752–1757. Poslední čtyři svazky jsou celé věnovány bulám Benedikta XIV.
Zdá se, že toto lucemburské vydání bylo částečně zdrojem velkého zmatku, který se vyskytuje v mnoha popisech tohoto tématu, zejména v článku „Bullaire“ v Dictionnaire de theologie catholique. Není zcela pravda, jak se někdy předpokládalo, že „lucemburští“ editoři nepřispěli do sbírky ničím vlastním. Například ve svazku IX. (1730) máme dvě buly anglického papeže Hadriána IV. vytištěné z originálů v Ženevě s vyrytými faksimilemi roty a olověné buly a vlastně celý obsah obou svazků IX. a X. představuje velkou míru samostatného výzkumu. Pozdější svazky řady však byly jednoduše opsány z římského vydání, o němž bude řeč dále.

## Mainardiho římské bullarium
Toto římské vydání bullaria, které nadále zůstává nejpřesnějším a prakticky nejužitečnějším, nese na titulních stranách svých dvaatřiceti svazků jméno vydavatele Girolama Mainardiho, přičemž věnování kardinálům, která jsou připojena k jednotlivým svazkům a která se datují od roku 1733 do roku 1762, jsou jím také podepsána. Uspořádání svazků je však specifické a kvůli opomenutí uvést tyto zvláštnosti se účty uvedené u tohoto vydání ve většině bibliografií staly téměř nesrozumitelnými. Mainardi vycházel z myšlenky vytisknout dodatek k poslednímu římskému vydání Cherubiniho bullaria. Protože to mělo šest svazků a zastavilo se u pontifikátu Klementa X. (1670–1676), nazval Mainardi svůj první vydaný svazek Tome VII. a přetiskl buly Klementa X. od počátku jeho pontifikátu až do jeho smrti. Navíc na rytém frontispisu připojeném k tomuto svazku, vytištěném v roce 1733, je napsáno „Bullarium Romanum Tom. VII.“ Kniha dále obsahuje příslib, že šest svazků Cherubiniho bulváru bude časem znovu vydáno v opravené a rozšířené podobě s pomocí dokumentů obsažených v tajných archivech Svatého stolce. Na tento první svazek postupně navázalo sedm dalších. Byly tištěny v letech 1734 až 1744 a přinesly sbírku od Klementa X. v roce 1670 až po nástup Benedikta XIV. v roce 1740.
Vydavatel mezitím najal schopného učence Charlese Cocquelina, aby znovu vydal šest svazků Cherubiniho bullaria od Lva I. do Klementa X. V jeho rukou se nahromadilo obrovské množství materiálu. První svazek byl vytištěn v roce 1739 a nesl poněkud odlišný název než díl, který Mainardi již vydal, a začínal „Tomem VII.“ Cocquelinesův oddíl byl nadepsán „Bullarium privilegarium ac diplomatum Romanorum Pontificum amplissima collectio“ a ve srovnání s Cherubiniho skrovnými sběry z antiky si „epiteton amplissima“ plně zasloužil. Tato série, stejně jako každá dobrá práce, postupovala velmi pomalu. Podrobnosti nejlépe ukáže tabulkové uspořádání. Editor musel zajistit, aby jeho číslování odpovídalo Cherubiniho šesti svazkům, a proto byly některé jmenovité tomy nového vydání rozděleny do několika částí.
Nějakou dobu před sestavením této série Cocquelines zemřel a posledních pět svazků, které vyšly, neneslo jeho jméno. Současně s tímto rozšířeným vydáním Cherubiniho vydával Mainardi také čtyři svazky bullaria Benedikta XIV., které vyšly ve foliu, ale v poněkud menším rozsahu, a první z nich, jak již bylo uvedeno, byl opatřen vlastním ověřením tohoto papeže. Celá sbírka, která vyšla v Mainardiho tiskárně, čítala celkem třicet dva foliových svazků a sahala od Lva I. v roce 450 až do smrti Benedikta XIV. v roce 1758. Protože tato sbírka časem zastarala, začal Andrew Barberi v roce 1835 vydávat buly papeže Klementa XIII. a jeho nástupců „Bullarii Romani Continuato“ (19 svazků, fol.), Řím, 1835–1857. Ty došly až do čtvrtého roku pontifikátu Řehoře XVI., tj. do roku 1834. Existuje také další řada stejného druhu, která vyšla jako pokračování Bullarium Benedikta XIV. v Pratu v letech 1843–1867 (10 svazků, folio).

## Turínské bullarium
Nakonec bylo v Turíně pod záštitou kardinála Gaudího v roce 1857 zahájeno velké vydání bulváru ve formátu quarto, jehož editorem byl Tomasetti. Tvrdí, že je obsáhlejší, lépe vytištěné a lépe uspořádané než Cocquelinovo dílo, ale provedené dodatky jsou zanedbatelné a typografické chyby četné. Navíc jsou mezi doplněné dokumenty, zejména v dodatku I. (1867), zařazeny i takové, jejichž pravost je více než pochybná. V Turíně bylo vytištěno dvaadvacet svazků (1857–1872) až po Klementa XII. a dalších pět, pokračujících v díle až do konce vlády Benedikta XIV. bylo přidáno v Neapoli (1867–1885).

## Speciální bullaria
Bullaria byla sestavena sběrem papežských dokumentů týkajících se řeholního řádu, instituce nebo lokality. Například osm svazků vydal nově R. de Martinis pod názvem „Jus Pontificium de Propaganda Fide“ (Řím, 1888–1898). Jedná se v podstatě o bullarium Kongregace propagandy (Sacra Congregatio de Propaganda fide) aktualizované do začátku 20. století. Podobně vyčerpávající sbírku či spíše kalendář raných papežských dokumentů týkajících se italských církví pořídil P. F. Kehr pod názvem „Italia Pontificia“ (Berlín 1906). Náklady uhradila Göttingenská akademie. Z významnějších řeholních řádů téměř všechny někdy shromáždily svá privilegia tiskem. Mezi nejrozsáhlejšími takovými sbírkami, které dříve často nesly název „Mare Magnum“ (Velký oceán), lze zmínit Bullarium dominikánů, které vydali Ripoll a Brémond (osm svazků, Řím, 1729–1740); františkánské, které vydal Sbaralea (4 svazky, Řím, 1758–1780), s novodobějším pokračováním od Eubela (3 svazky, Řím, 1897–1904); kapucínské (7 svazků, Řím, 1740–1752); benediktinské z Monte Cassina (2 svazky, Benátky, 1650). Všechny zde uvedené svazky byly foliové, většinou značně objemné.
Historicky nejzajímavější papežské svazky jsou často ty, které jsou obsaženy v „Regestech“ a které nikdy nebyly zahrnuty do obecného Bullaria. Od roku 1883, kdy Lev XIII. zpřístupnil vatikánské archivy studentům, bylo vynaloženo nesmírné úsilí na kopírování a publikování bul obsažených v „Regestech“, ale i před tímto datem byly nezřídka poskytovány možnosti pro výzkum. Mnoho set kopií dokumentů týkajících se Velké Británie pořídil pro britskou vládu Marino de Marinis na počátku devatenáctého století a byly uloženy v Britském muzeu.
V roce 1873 byl za podobným účelem vyslán do Říma reverend Joseph Stevenson, jehož přepisy pořízené během čtyřletého pobytu jsou dostupné v londýnském Record Office. Od té doby se stejným úkolem zabývali pánové Bliss a Tenlow, kteří na náklady britské vlády vydali sedm svazků „Kalendáře zápisů v papežském registru ilustrujících dějiny Velké Británie a Irska“ („Calendar of Entries in the Papal Register illustrating the History of Great Britain and Ireland“). Jedná se především o papežské dopisy, a to od počátku třináctého do poloviny patnáctého století. Stejně aktivní byli i členové Ecole Française de Rome, kteří vydali „regesta“ různých pontifikátů, většinou ze třináctého století. Tyto:
- Honorius IV. (1285–1287),
- Mikuláš IV. (1288–1292),
- Benedikt XI. (1304–1304)

byly zveřejněny a jsou úplné. Tyto:
- Inocenc IV. (1243–1254),
- Urban IV. (1261–1264),
- Klement VI. (1265–1268)

jsou téměř dokončeny. Velký pokrok byl učiněn u:
- Řehoř X. a Jan XXI. (1271–1277),
- Mikuláš III. (1271–1280),
- Martin IV. (1281–1285),
- Bonifác VIII. (1291–1303),
- Řehoř IX. (1227–1241) a
- Alexandr IV. (1254–1261).

Kromě nich vydali benediktini nákladem Lva XIII. v devíti foliových svazcích „Regesta“ Klementa V. (1305–1314), A. Coulon vydal Regesta Jana XXII. (1316–1334), pokud se týkají Francie, a další avignonští papežové byli rovněž vydáni. Regesta Inocence III. a jeho nástupce Honoria III. byl již dávno vytištěna a patří k posledním svazkům Migneho Patrologie. Konečně mezi místními bullarii lze zmínit rozsáhlé sbírky, které kolem začátku 20. století vydal Augustin Theiner pro různé země pod obecným názvem „Vetera Monumenta“.
Pokud jde o první staletí, kdy neexistují žádné originály úředních opisů, na které bychom se mohli odvolat, stává se úkol rozlišit pravé papežské listy od falešných mimořádně delikátní. Sbírka Pierra Coustanta „Epistolae Romanorum Pontificorum“ (Paříž, 1721) má nejvyšší hodnotu, ale její sestavovatel se dožil pouze roku 440 a A. Thiele, který v ní pokračoval, ji dovedl nejdále do roku 553. Sbírka je tedy velmi cenná. Určitou další pomoc poskytl Karl Hampe, pokud jde o papežské listy Karlu Velikému a Ludvíku Pobožnému, a Herth-Gerenth pro Sergia II. Pro praktické účely je hlavní odvolací instancí pro názor na všechny papežské dokumenty „Regesta Pontificorum Romanorum“ Philippa Jaffého, která byla ve svém druhém vydání značně vylepšena svými editory Wattenbachem, Ewaldem, Kalterbrunnerem a Löwenfeldem. V ní je podán stručný přehled všech existujících papežských listin, o nichž je známo, že existují, od doby Petrovy až po dobu Inocence III. (1198), s uvedením sbírek, v nichž byly otištěny, a s přílohou pojednávající o falešných listinách. Na tuto práci navázal August Potthast až do roku 1304 (2 svazky, Berlín).
Lze dodat, že byla vydána také kompendia „Bullarium Romanum“, jak byla vytištěna v 18. století. Z nich je pravděpodobně nejcennější Guerrovo „Pontificarium Constitutionem in Bullario Magno contentarum Epitome“ (4 svazky, Benátky, 1772), které má velmi úplný a užitečný rejstřík. Komentáře k bullariu nebo k jeho velkým částem vydali jezuita J. B. Scortia (Lyon, 1625), dominikán M. de Gregorio (Neapol, 1648) a kardinál Vincent Petra (Řím, 1705–1726). Konečně lze upozornit na buly obsažené ve svazku vydaném Galantem „Fontes Juris Canonici“ (Innsbruck, 1906).